# Helictopleurus aeneoniger
Helictopleurus aeneoniger là một loài bọ cánh cứng trong họ Bọ hung (Scarabaeidae).